# Palani
Palani (tamil: பழனி, marathi: पळणी, bengali: পালানি, hindi: पलनी, malayalam: പഴനി, sanskrit: पळनी) är en ort i Indien.   Den ligger i distriktet Dindigul och delstaten Tamil Nadu, i den södra delen av landet, 2 000 km söder om huvudstaden New Delhi. Palani ligger 328 meter över havet och antalet invånare är 66 085.
Terrängen runt Palani är platt åt nordväst, men åt sydost är den kuperad. Runt Palani är det tätbefolkat, med 369 invånare per kvadratkilometer. Palani är det största samhället i trakten. Trakten runt Palani består till största delen av jordbruksmark.